# Dirphia pacifica
Dirphia pacifica är en fjärilsart som beskrevs av Lemaire 1981. Dirphia pacifica ingår i släktet Dirphia och familjen påfågelsspinnare. Inga underarter finns listade i Catalogue of Life.